# Wahl zum Schwedischen Reichstag 1960
Die Wahl zur Zweiten Kammer des Schwedischen Reichstags 1960 fand am 18. September statt. Die von Tage Erlander 1957 nach dem Ausscheiden des Bondeförbundet aus der Koalition geführte Minderheitsregierung der Sozialdemokraten wurde fortgesetzt. Die Folkpartiet konnte den zweiten Platz von den Konservativen zurückerobern.

## Wahlergebnis
- SKP: 5
- S: 114
- C: 34
- FP: 40
- H: 39

| Partei                            | Partei                                             | Parteivorsitzender                | Stimmen            | Stimmen | Stimmen | Mandatsverteilung | Mandatsverteilung |
| Partei                            | Partei                                             | Parteivorsitzender                | Absolut            | %       | +− %    | Absolut           | +−                |
| --------------------------------- | -------------------------------------------------- | --------------------------------- | ------------------ | ------- | ------- | ----------------- | ----------------- |
|                                   | Socialdemokraterna (Sozialdemokraten)              | Tage Erlander                     | 2.032.937          | 47,81   | +1,59   | 114               | +3                |
|                                   | Folkpartiet (Volkspartei / rechtsliberal)          | Bertil Ohlin                      | 744.097            | 17,50   | −0,71   | 40                | +2                |
|                                   | Högerpartiet ((Rechts-)Konservative)               | Jarl Hjalmarson                   | 704.412            | 16,57   | −2,95   | 39                | −6                |
|                                   | Centerpartiet (Zentrumspartei / agrarisch-liberal) | Gunnar Hedlund                    | 579.006            | 13,62   | +0,96   | 34                | +2                |
|                                   | Sveriges kommunistika parti (kommunistisch)        | Hilding Hagberg                   | 190.554            | 4,48    | +1,12   | 5                 | +0                |
|                                   | andere Parteien                                    | —                                 | 979                | 0,02    | −0,01   | —                 | —                 |
| gültige Stimmen / Sitze insgesamt | gültige Stimmen / Sitze insgesamt                  | gültige Stimmen / Sitze insgesamt | 4.251.985          | 100,00  |         | 232               | +1                |
| ungültige Stimmen                 | ungültige Stimmen                                  | ungültige Stimmen                 | 19.625             |         |         |                   |                   |
| Stimmen insgesamt                 | Stimmen insgesamt                                  | Stimmen insgesamt                 | 4.271.610 (85,9 %) |         |         |                   |                   |